# Balázs Zoltán (színművész)
Balázs Zoltán (Kolozsvár, 1977. július 3. –) Jászai Mari-díjas magyar színész, rendező, látványtervező, színigazgató. Saját alkotói módszerrel rendelkező színházi újító, akinek nevéhez emblematikus alakítások és rendezések sora fűződik.

## Életpályája
1989–1991 között a Budapesti Gyermek Táncszínház tagja. 1991–1995 között a szentesi Horváth Mihály Gimnázium drámatagozatos tanulója. 1995–1998 között a Nemzeti Színiakadémia növendéke, majd 1998–2002 között a Színház- és Filmművészeti Egyetem színész, 2000–2003 között színházi rendező szakos hallgatója. 2001-ben megalapította a rövid idő alatt nemzetközi hírűvé lett és sokfelé keresett avantgárd színházi műhelyt, a budapesti Maladype Színházat, amelynek azóta is igazgatója, művészeti vezetője. 2003–2008 között a Bárka Színház új utakat kereső művésze, a társulat meghatározó színésze és rendezője. Balázs Zoltán nemcsak saját együttesével, de rendezőként is gyakori vendége a világ különböző fesztiváljainak, színházainak. Rendezett már az Amerikai Egyesült Államokban, Bosznia-Hercegovinában, Franciaországban, Lengyelországban, Németországban, Romániában, Szlovákiában és Szlovéniában.

## Színházi szerepei
- 2000 – William Shakespeare: Athéni Timon – Servilius, Radnóti Miklós Színház (r.: Zsótér Sándor)
- 2001 – Sławomir Mrożek: A púpos – Púpos, Ódry Színpad (r: Benedek Miklós)
- 2001 – Jean Cocteau: Vásott kölykök – Paul, Szigligeti Színház (r.: Réczei Tamás)
- 2001 – Albert Camus: Caligula – Lepidus, Pasztell Színházi Társulás (r.: Balatoni Mónika)
- 2002 – Szigligeti Ede: Fogadó a Nagy Kátyúhoz – Gyuri pincér, Bárka Színház (r.: Keszég László)
- 2002 – Arthur Miller: Pillantás a hídról – Rodolpho, Szigligeti Színház (r.: Tordy Géza)
- 2003 – William Shakespeare: Rómeó és Júlia – Rómeó, Bárka Színház (r.: Csányi János)
- 2003 – Harold Pinter: Holdfény – Fred, Bárka Színház (r.: Bérczes László)
- 2003 – Csehov: Három nővér – Tuzenbach, Bárka Színház (r.: Catalina Buzoianu)
- 2004 – Friedrich Schiller: Stuart Mária – Robert Dudley, Bárka Színház (r.: Zsótér Sándor)
- 2005 – William Shakespeare: Hamlet – Hamlet, Bárka Színház (r.: Tim Carroll)
- 2006 – Kurt Weill – Bertolt Brecht: Koldusopera – Bicska Maxi, Bárka Színház (r.: Alföldi Róbert)
- 2008 – Csehov: Sirály – Trepljov, Bárka Színház (r.: Szász János)
- 2015 – Viktor Kravcsenko: Én a szabadságot választottam – Viktor Kravcsenko, Maladype Színház (r.: Balázs Zoltán)
- 2016 – William Shakespeare: III. Richárd – III. Richárd, Maladype Színház (r.: Zsótér Sándor)
- 2017 – Jean Genet: A Balkon – A Rendőrfőnök / Roger, Maladype Színház (r.: Zsótér Sándor)

## Színházi rendezései
- 1999 – Fernando Pessoa: Az ősi szorongás – Merlin Színház
- 2001 – Eugène Ionesco: Jacques vagy a behódolás – Maladype Színház
- 2003 – Michel de Ghelderode: Bolondok iskolája – Maladype Színház
- 2004 – Maurice Maeterlinck: Pelléas és Mélisande – Bárka Színház
- 2004 – Jean Genet: Négerek – Maladype Színház
- 2004 – Weöres Sándor: Theomachia – Maladype Színház – Bárka Színház
- 2005 – Friedrich Hölderlin: Empedoklész – Maladype Színház – Bárka
- 2006 – Babits Mihály: A második ének – Krétakör Színház
- 2006 – Stanisław Wyspiański: Akropolisz – Maladype Színház
- 2007 – Osztrovszkij: Vihar – Maladype Színház - Bárka Színház
- 2007 – Gilbert – Sullivan: A Mikádó – Színház- és Filmművészeti Egyetem, Budapest
- 2007 – A nagy menetelés: Ravel Bolerója alapján – Nyitrai Fesztivál, Szlovákia
- 2008 – Georg Büchner: Leonce és Léna – Maladype Színház
- 2008 – Heinrich Marschner: A vámpír – Opéra de Rennes, Franciaország
- 2009 – Weöres Sándor: Tojáséj – Maladype Színház
- 2009 – Goethe: Faust I.-II. – Budapest Bábszínház
- 2009 – John Webster: Amalfi hercegnő – Nemzeti Színház
- 2009 – Alfred Jarry: Übü király – Maladype Színház
- 2010 – Homérosz – Márai – Monteverdi: Odüsszeusz hazatérése - Csiky Gergely Állami Magyar Színház, Temesvár, Románia
- 2010 – Csehov: Platonov – Maladype Színház
- 2011 – Arnold Wesker: A konyha – Divadlo Andreja Bagara, Nyitra, Szlovákia
- 2011 – Dante Alighieri: Pokol – Maladype Színház – Trafó – Kortárs Művészetek Háza
- 2011 – Pjotr Iljics Csajkovszkij: A hattyúk tava – Budapest Bábszínház
- 2012 – Jean Cocteau: Trisztán és Izolda – Mini Teater, Ljubljana, Szlovénia
- 2012 – Friedrich Schiller: Don Carlos – Maladype Színház
- 2012 – Goethe: Egmont – Maladype Színház
- 2013 – Matei Vişniec: A pandamedvék története... – Maladype Színház
- 2013 – Mihail Bulgakov: A Mester és Margarita – Maladype Színház - Radu Stanca Nemzeti Színház, Nagyszeben, Románia
- 2013 – William Shakespeare: Macbeth/Anatómia – Maladype Színház - Trafó Kortárs Művészetek Háza
- 2014 – Anna and the Barbies – 10 éves jubileumi koncert – Syma Csarnok
- 2014 – Raymond Queneau: Stílusgyakorlatok – Maladype Színház
- 2015 – Weöres Sándor – Sáry László: Remek hang a futkosásban – Maladype Színház – Qaartsiluni Ensemble, Nemzetközi Bartók Fesztivál és Szeminárium, Szombathely
- 2016 – Matei Vişniec: A kommunizmus története elmebetegeknek – Trap Door Theatre, Chicago, Egyesült Államok
- 2016 – Matei Vișniec: Dada Cabaret – Maladype Színház – Átrium Film-Színház
- 2017 – Csehov: Három nővér – Maladype Színház
- 2017 – Eugène Ionesco: A lecke – Színház- és Filmművészeti Egyetem
- 2017 – Vörösmarty Mihály: Csongor és Tünde – Maladype Színház
- 2018 – Bruno Schulz: Augusztus – Színművészeti Egyetem, Marosvásárhely, Románia
- 2018 – Elżbieta Chowaniec: Gardénia – Odeon Színház, Bukarest, Románia
- 2019 – Pier Lorenzo Pisano: A Te érdekedben – Odeon Színház, Bukarest, Románia
- 2020 – Witold Gombrowicz: Yvonne – Maladype Színház
- 2020 – Susan Sontag: Alice az ágyban – Színművészeti Egyetem, Marosvásárhely, Románia
- 2021 – Tankred Dorst: Merlin – Maladype Színház – Kisvárdai Várszínház
- 2021 – Arthur Kopit – Maury Yeston: Nine – Budapesti Operettszínház
- 2021 – Grimm-testvérek: Félelemkeresők – Színművészeti Egyetem, Marosvásárhely, Románia
- 2022 – Roy Chen: Valaki, mint én – Maladype Színház
- 2022 – Adam Mickiewicz: Ősök II. – Jaracza Színház, Olsztyn, Lengyelország
- 2022 – Jean de La Fontaine: Fabulák (Pandórium) – Odeon Színház, Bukarest, Románia
- 2023 – Nick Dear: Frankenstein – Móricz Zsigmond Színház, Nyíregyháza
- 2023 – Susan Sontag: Alice az ágyban – Maladype Színház – MESS Nemzetközi Színházi Fesztivál, Szarajevó, Bosznia-Hercegovina[9]

## Film és TV-s szerepei
- 2018 – Szabadság-körút (dokumentum- és portréfilm)
- 2009 – Riport (r.: Nagy Dénes)
- 2009 – 1 (r.: Pater Sparrow)
- 2007 – Kire ütött ez a gyerek (r.: Alföldi Róbert)

## Díjai, elismerései
- 2023 – Arany Maszk-díj[10] (Alice az Ágyban) – MESS Nemzetközi Színházi Fesztivál, Szarajevó, Bosznia-Hercegovina
- 2022 – Honthy-díj[11] (Az évad alkotója – Nine)
- 2022 – Legjobb előadás (Augusztus) – 7. SIFTY – Nemzetközi Színházi Fesztivál, Sharm El Sheikh, Egyiptom[12]
- 2020 – Fődíj (Yvonne) – XIV. Nemzetközi Gombrowicz Fesztivál, Radom, Lengyelország
- 2019 – Legjobb előadás (Gardénia) – Elvira Godeanu Színházi Fesztivál, Tárgu Jiu, Románia
- 2018 – Legjobb rendező (Gardénia) – Nemzetközi Színházi Fesztivál, Nagyvárad, Románia
- 2018 – Hevesi Sándor-díj[13]
- 2017 – Legjobb rendező (A kommunizmus története elmebetegeknek) – ATELIER Nemzetközi Színházi Fesztivál, Nagybánya, Románia
- 2014 – Legjobb előadás (Übü király) – FIAT Nemzetközi Színházi Fesztivál, Podgorica, Montenegró
- 2010 – Fődíj (Tojáséj) – INFANT Nemzetközi Színházi Fesztivál, Újvidék, Szerbia
- 2009 – Nádasdy Kálmán-díj
- 2008 – Jászai Mari-díj
- 2006 – Őze Lajos-díj (Hamlet és Bicska Maxi alakításáért)
- 2005 – Gábor Miklós-díj (Shakespeare: Hamlet)
- 2005 – Súgó Csiga díj (Shakespeare: Hamlet)
- 2005 – ARARAT-díj (Legjobb férfi alakítás – Hamlet)
- 2005 – A Magyar Köztársasági Érdemrend lovagkeresztje
- 2003 – Kritikusok Díja, Legjobb alternatív előadás (Bolondok iskolája)
- 2003 – Legjobb alternatív együttes (Fővárosi Közgyűlés Kulturális Bizottsága)[14]
- 2002 – Üstökös-díj
- 2001 – Párizs: Legjobb férfialakítás (Baudelaire: Romlás virágai)